# Людвіг Кайпер
Людвіг Кайпер (нім. Ludwig Keiper; 23 квітня 1894, мисливський будинок біля Гомбурга — 24 травня 1981, Мюнхен) — німецький офіцер, генерал-лейтенант люфтваффе.

## Біографія
5 липня 1912 року поступив на службу в 117-й гессенський піхотний полку. Учасник Першої світової війни. З 4 серпня 1914 року — командир роти 118-го резервного піхотного полку. 16 вересня поранений. Після одужання 15 травня 1915 року перейшов у авіацію, пройшов курс спостерігача в 5-му запасному авіапольовому батальйоні. З 30 травня 1915 року — спостерігач 24-го авіапольового батальйону. 1 листопада 1915 року направлений у ВПС Османської імперії, спостерігач 1-го (Дарданелли), з 19 лютого 1916 року — 2-го батальйону (Багдад). З 16 жовтня 1916 року — 1-й ад'ютант начальника з повітряних справ Туреччини. З 16 грудня 1916 року — інструктор і керівник курсу спостерігачів Авіаційного училища в Сан-Стефано біля Стамбула. З вересня 1918 року — командир 15-го авіаційного батальйону. З жовтня 1918 року 0Ч командир авіаційних частин 3-ї османської армії.
1 листопада 1918 року інтернований турецькою владою. 6 грудня 1918 року повернувся в Німеччину і продовжив службу в рейхсвері. З 29 березня 1919 року — командир роти 117-го, з 26 квітня 1919 року — 36-го піхотного полку, з 1 червня 1920 року — 22-го стрілецького полку, з 1 січня 1921 року — 15-го, з 1 квітня 1932 року — 13-го піхотного полку.
1 грудня 1933 року перейшов у люфтваффе, керівник резервного авіаційного курсу в Шляйссгаймі. З 1 жовтня 1934 року — викладач тактики піхотного училища в Дрездені, з 1 жовтня 1935 року — авіаційного училища в Берліні-Гатові. З 1 червня 1936 року — командир 1-ї ескадрильї 111-ї ескадри. З 1 жовтня 1936 року — командир 1-ї розвідувальної групи, одночасно комендант авіабази Інстербурга. З 1 жовтня 1937 року — 1-й ад'ютант і керівник групи штабу командування 1-ї авіаційної області, з 1 серпня 1938 року — в штабі командування ВПС «Східна Пруссія». З 1 листопада 1938 року — командир 1-ї розвідувальної ескадри.
З 26 серпня 1939 року — командир авіаційних частин 4-ї армії. З 1 серпня 1940 року — начальник 1-ї контрольної комісії люфтваффе. З 1 лютого 1941 року — начальник місії люфтваффе в Словаччині. 22 жовтня 1944 року відправлений у резерв фюрера і переданий в розпорядження командування 17-ї авіаційної області, 27 листопада — в розпорядження 12-го запасного авіаційного батальйону. 28 лютого 1945 року відправлений у відставку. 24 квітня 1945 року взятий в полон. Звільнений 3 березня 1947 року.

## Звання
- Фенріх (23 березня 1913)
- Лейтенант (17 лютого 1914)
- Обер-лейтенант (18 квітня 1917)
- Гауптман (1 листопада 1924)
- Майор (1 квітня 1934)
- Оберст-лейтенант (1 березня 1936)
- Оберст (1 квітня 1938)
- Генерал-майор (1 січня 1941)
- Генерал-лейтенант (1 січня 1943)

## Нагороди
- Залізний хрест 2-го і 1-го класу
- Орден Альберта (Саксонія), лицарський хрест 2-го класу з мечами
- Медаль «За відвагу» (Гессен)
- Нагрудний знак пілота-спостерігача (Пруссія)
- Хрест «За військові заслуги» (Австро-Угорщина) 3-го класу з військовою відзнакою
- Орден Меджида 4-го класу з шаблями
- Срібна медаль «Імтияз» з шаблями
- Срібна медаль «Ліакат» з шаблями
- Військова медаль (Османська імперія)
- Нагрудний знак пілота (Османська імперія)
- Нагрудний знак «За поранення» в чорному
- Пам'ятний знак пілота (Пруссія)
- Німецький кінний знак
- Почесний хрест ветерана війни з мечами
- Медаль «За вислугу років у Вермахті» 4-го, 3-го, 2-го і 1-го класу (25 років)
- Нагрудний знак спостерігача
- Залізний хрест 2-го і 1-го класу
- Нагрудний знак пілота-спостерігача (Словаччина)
- Почесний знак за кампанію проти Радянського Союзу (Словаччина)
- Орден Хреста Перемоги 1-го класу із зіркою